# 土岐持頼
土岐 持頼（とき もちより）は、室町時代中期の守護大名。伊勢守護。父は土岐康政（やすまさ）。子に政康、東陽英朝。祖父の土岐康行を祖とする土岐世保家の3代当主で、世保 持頼（よやす もちより）とも記される。「持」の字は室町幕府第4代将軍足利義持から偏諱を授かったものである。また、土岐世保家歴代当主で唯一諱に「康」の字が付かず、土岐氏の通字である「頼」の字を使用している。

## 生涯
応永24年（1417年）に父より家督を譲られて伊勢守護に任じられたが、間もなく将軍・足利義持の弟の義嗣による将軍打倒計画が発覚。康政・持頼も義嗣に関与したとの疑いを持たれ、伊勢守護職を取り上げられてしまう。さらに応永31年（1424年）、今度は上皇の女官と密通したとの疑いにより逐電した。しかし、後に罪を許されて伊勢守護に再任されている。持頼の復帰には三宝院満済らの後押しがあったとされる。
応永35年（1428年）、義持が死去。これに乗じて伊勢国司の北畠満雅が南朝の後胤・小倉宮聖承を擁して乱を起こす。正長元年（1428年）末、新将軍・足利義教に命じられて満雅らを討ち取った。しかし、その後も伊勢国内では北畠氏による反乱が度々起こっており、持頼はその対応に腐心している。

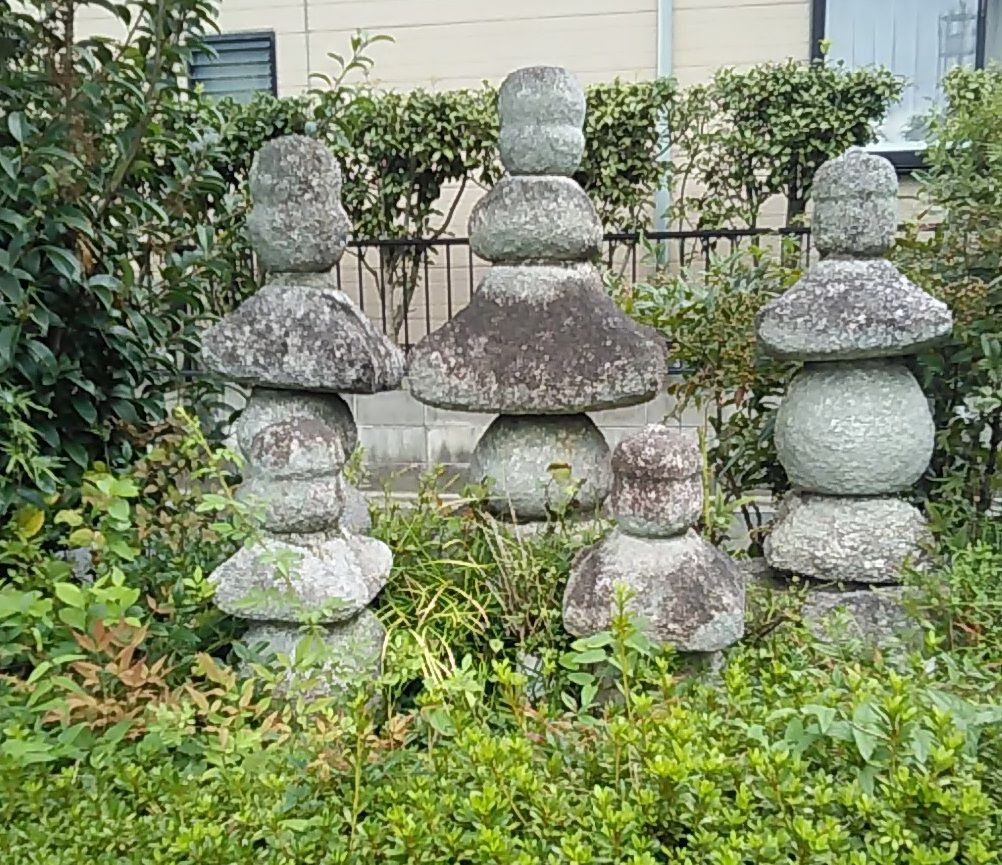
土岐持頼のものと伝わる五輪塔(いなべ市石仏墓地)

持頼はその後も将軍義教の側に仕えたが、徐々に疎んじられ対立するようになり、永享12年（1440年）に義教は持頼と一色義貫に大和の越智氏討伐を下命した。持頼は大和に出陣しているところを、義教の密命を受けた長野満藤や草生大和・中尾民部・雲林院らその一族などに三輪にて攻撃を受け包囲されて、又従兄弟の島田満清（島田満貞の孫）らとともに自害して果てた。
土岐世保家は子の政康が継いだ。政康は応仁の乱に際して東軍に属し、幕府から一時的に伊勢守護に任じられたものの、一色氏や北畠氏との合戦に敗れ没落していった。

## 美濃守護家との関係
元々土岐氏は持頼の祖父にあたる土岐康行が一族の惣領として美濃・尾張・伊勢の守護を兼任していたが、幕府の挑発によって乱を起こして敗れた（土岐康行の乱）。その時、幕府方として康行と戦ったのがその叔父の土岐頼忠（西池田家）であり、以降の美濃守護はこの系統に移っている。一方、乱に敗れた康行は一旦没落したが、後に許され伊勢守護に復帰しており、土岐氏は美濃の西池田家と伊勢の世保家に分裂することとなった。土岐氏の一族や国人衆の多くは、頼忠系の西池田家より康行系の世保家を土岐氏の嫡流と見なしていたようである。
ちなみに後年勃発した応仁の乱において、美濃守護土岐持益（頼忠の孫）とその養子成頼は西軍に属し、政康と袂を分かっている。